# Tour de França de 1911

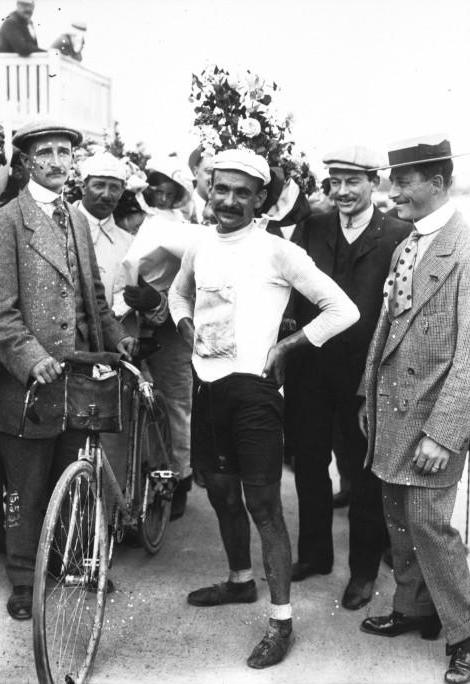
Gustave Garrigou després de guanyar la cursa.

El Tour de França de 1911 fou la novena edició del Tour de França i es disputà entre el 2 i el 30 de juliol de 1911. La cursa comptà amb un recorregut de 5.344 km dividits en 15 etapes, que es van córrer a una velocitat mitjana de 27.322 km/h La classificació continuà computant-se per punts, en funció de la posició en l'arribada i tenint en compte que el guanyador era el que menys punts tenia. Fou un Tour molt dur, amb un recorregut molt exigent i etapes maratonianes, de fins a 470 km, com la 12a etapa, entre La Rochelle i Brest, guanyada per Marcel Godivier, que invertí 18 hores a completar-la. Després de la introducció dels Pirineus en l'edició precedent, el 1911 es decidí visitar els Alps per primera vegada, superant-se ports com el Galibier i el Coll d'Allos. Aquest fet fa que aquesta edició sigui anomenada el primer Tour modern. La duresa de la cursa va fer que dels 84 ciclistes que prengueren la sortida tan sols 28 arribessin als Camps Elisis.
Un ciclista novell, Paul Duboc, guanyà quatre etapes de la cursa i va estar molt a prop d'endur-se la victòria final, però va emmalaltir a mitja cursa i s'hagué de conformar amb la segona plaça. El vencedor fou Gustave Garrigou, vencedor també de dues etapes.

## Canvis respecte a l'edició anterior
El 1910 el Tour de França va incloure les muntanyes dels Pirineus per primera vegada, cosa que va resultar un èxit i per aquest motiu el 1911 l'organització va decidir incloure els Alps. L'ascensió favorita d'Henri Desgrange, organitzador del Tour, era el coll del Galibier, sobre el qual va escriure "El coll Bayard, o el Tourmalet… al costat del Galibier no són res." Durant l'edició del 1910 molts ciclistes es queixaren per haver-se inclòs l'alta muntanya, però al Tour de 1911 tots els principals ciclistes hi eren presents.
El que no va canviar va ser el sistema de punts, similar a l'existent en les edicions de 1905 a 1910. Un ciclista va rebre punts, sobre la base dels seus classificacions. El ciclista rebia punts segons la seva classificació en l'etapa i de la mateixa manera com el 1910 la classificació es va depurar dues vegades: després de la novena i catorzena etapa. Els ciclistes que havien abandonat la carrera van ser retirats de la classificació de les etapes anteriors, i la classificació es va tornar a calcular.
Des de 1906 el Tour de França venia travessant la frontera amb Alemanya a l'Alsàcia-Lorena. Després de 1910 les autoritats alemanyes no van donar tornar a donar permís, per la qual cosa el Tour es disputà íntegrament dins el territori nacional francès.

## Favorits
Com en l'edició precedent, hi havia dues categories de ciclistes. Els millors estaven enquadrats en equips patrocinats. N'hi havia quatre de diferents, amb 37 ciclistes en total. Les etapes tenien punts de control on els ciclistes havien de signar, i en aquests punts es permetia als ciclistes patrocinats rebre menjar i beguda. L'altra categoria, en què hi havia 67 corredors que ho feien de manera individual, no podien rebre menjar ni begudes en aquests punts de control.
El Tour de 1910 havia viscut una aferrissada lluita entre Octave Lapize i François Faber, ambdós companys del mateix equip Alcyon i que finalment es decantà del costat de Lapize. El 1911 Lapize havia canviat d'equip, passant a integrar-se a l'equip La Française, on era company del dues vegades vencedor del Tour Lucien Petit-Breton (1907 i 1908), que en el darrer moment Petit-Breton havia substituït a Cyrille van Hauwaert, el qual no se sentia amb prou forces per disputar el Tour.

## Desenvolupament de la cursa

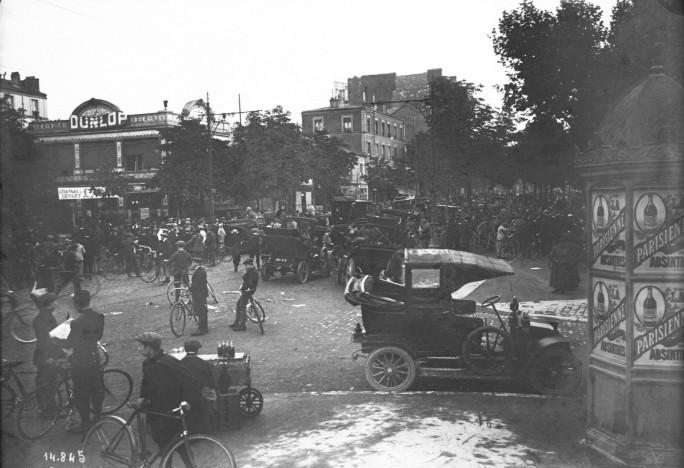
Sortida del Tour de França de 1911.

La primera etapa va ser guanyada per Garrigou, un company de Faber a l'equip Alcyon. En aquesta primera etapa, Petit-Breton va haver d'abandonar la cursa després d'una sèrie de fets desafortunats. L'equip Alcyon també va guanyar la segona etapa amb Masselis. La tercera etapa, amb el pas pel coll del Ballon d'Alsace, va ser guanyada per Faber, després d'una escapada solitària de 206 quilòmetres. Durant aquesta etapa Émile Georget va ser atropellat per un cotxe i va caure per un barranc quan encapçalava la cursa. En la mateixa etapa Faber va passar un punt de control sense signatura, cosa que li va comportar una penalització de dos minuts i mig. Amb tot, va guanyar l'etapa am 17 minuts d'avantatge sobre l'immediats perseguidor i passà a liderar la cursa.
En la quarta etapa Garrigou va recuperar el liderat al seu company d'equip Faber, alhora que Lapize abandonava. En aquell moment Faber va començar a dubtar de les seves possibilitats de triomf, ja que sabia que Garrigou era un bon escalador, mentre ell tenia problemes a la muntanya. En l'etapa reina dels Alps, la cinquena, amb el pas pels colls d'Aravis, Télégraphe, Lautaret i Galibier, Georget va ser el millor. Garrigou acabà l'etapa tercer, mentre Faber fou dotzè, per la qual cosa la diferència entre ambdós d'amplià a 10 punts. La sisena etapa, amb el pas pel coll d'Allos, va ser guanyada per Faber després d'una escapada en solitària de 260 quilòmetres, però com Garrigou finalitzà en segona posició sols va retallar un punt.
Duboc va ser el més fort en la vuitena etapa, col·locant-se segon a la classificació general després de la seva victòria d'etapa. En la novena etapa, amb final a Luishon, previ pas pel coll de Portet d'Aspet, Faber va quedar endarrerit respecte a Garrigou en la classificació general en acabar en vintena posició. Duboc va guanyar una nova etapa, i en haver demostrat el seu potencial a la muntanya fou considerat un dels grans favorits per a la desena etapa, amb el pas pels colls de Pèira Sorda, Aspin, Tourmalet i Aubisca, i una amenaça per a Garrigou. Després d'aquesta etapa Garrigou era el líder, seguit per Duboc a 10 punts. En la novena etapa Maurice Brocco, que no tenia cap possibilitat de guanyar el Tour, havia venut els seus serveis a un altre ciclista. Desgrange, contrari a què els ciclistes s'ajudessin entre ells, va decidir expulsar-lo de la cursa. Brocco apel·là l'expulsió i a l'espera de la decisió final se li va permetre començar la desena etapa. Brocco va atacar i es va presentar en solitari a Baiona, però poc després fou confirmada la seva expulsió de la cursa. En aquesta mateixa etapa Duboc es va ensorrar poc abans d'arribar a Baiona, probablement a causa d'una intoxicació alimentària, atribuïda a la ingesta d'una beguda adulterada. En aquell moment liderava l'etapa amb vuit minuts sobre l'immediat perseguidor. Segons les regles del moment, no se'l podia ajudar i els ciclistes van anar superant-lo mentre ell estava al voral de la carretera vomitant. Finalment Duboc va aconseguir pujar a la bicicleta i acabar l'etapa en 21a posició, cosa que el va deixar sense cap possibilitat de victòria final. Actualment es creu que François Lafourcade va tenir alguna cosa a veure en aquest afer, però el 1911 les sospites van recaure sobre el seu principal rival, Garrigou. Garrigou va ser amenaçat, i l'organització del Tour li hagué de posar un guardaespatlles. A més quan Tour va passar per la ciutat natal de Duboc Garrigou s'hagué de disfressar per passar inadvertit.
Duboc va recuperar les forces i guanyà dues etapes més, però no va ser capaç de recuperar els punts perduts respecte Garrigou en la classificació general, per la qual cosa Garrigou va convertir-se en el vencedor de la cursa. Mentrestant, el guanyador de 1909, Faber, va abandonar durant la dotzena etapa. En l'arribada final de la cursa a París Duboc va rebre una gran benvinguda, eclipsant Garrigou.

## Resultats

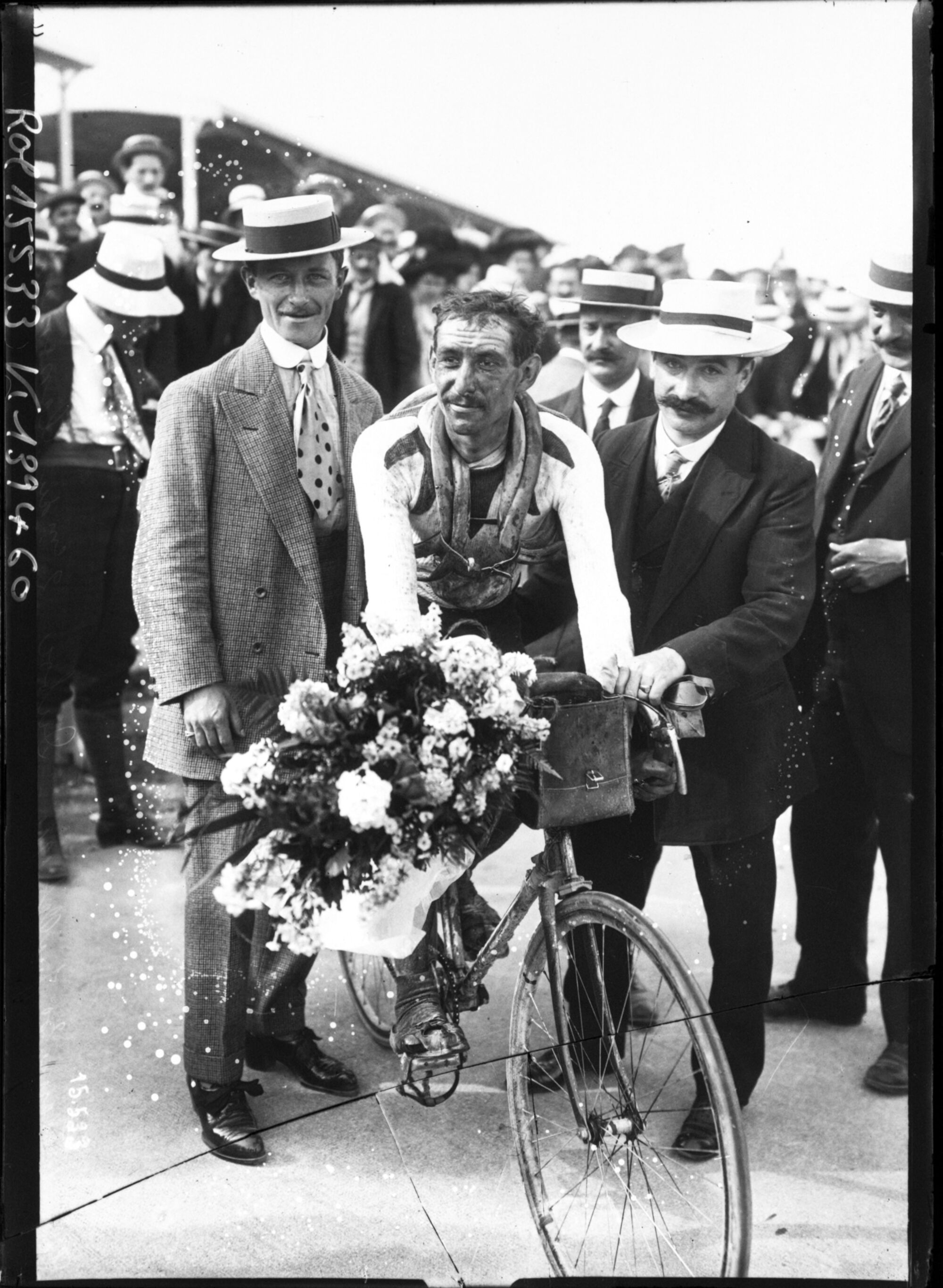
Paul Duboc acabà en segona posició.

### Etapes
| Etapa | Data         | Recorregut           | Km  | Vencedor d'etapa         | Líder de la general    |
| ----- | ------------ | -------------------- | --- | ------------------------ | ---------------------- |
| 1a    | 2 de juliol  | París - Dunkerque    | 351 | Gustave Garrigou (FRA)   | Gustave Garrigou (FRA) |
| 2a    | 4 de juliol  | Dunkerque - Longwy   | 388 | Jules Masselis (BEL)     | Jules Masselis (BEL)   |
| 3a    | 6 de juliol  | Longwy - Belfort     | 331 | François Faber (LUX)     | François Faber (LUX)   |
| 4a    | 8 de juliol  | Belfort - Chamonix   | 344 | Charles Crupelandt (FRA) | Gustave Garrigou (FRA) |
| 5a    | 10 de juliol | Chamonix - Grenoble  | 366 | Émile Georget (FRA)      | Gustave Garrigou (FRA) |
| 6a    | 12 de juliol | Grenoble - Niça      | 348 | François Faber (LUX)     | Gustave Garrigou (FRA) |
| 7a    | 14 de juliol | Niça - Marsella      | 334 | Charles Crupelandt (FRA) | Gustave Garrigou (FRA) |
| 8a    | 16 de juliol | Marsella - Perpinyà  | 335 | Paul Duboc (FRA)         | Gustave Garrigou (FRA) |
| 9a    | 18 de juliol | Perpinyà - Luishon   | 289 | Paul Duboc (FRA)         | Gustave Garrigou (FRA) |
| 10a   | 20 de juliol | Luishon - Baiona     | 326 | Maurice Brocco (FRA)     | Gustave Garrigou (FRA) |
| 11a   | 22 de juliol | Baiona - La Rochelle | 379 | Paul Duboc (FRA)         | Gustave Garrigou (FRA) |
| 12a   | 23 de juliol | La Rochelle - Brest  | 470 | Marcel Godivier (FRA)    | Gustave Garrigou (FRA) |
| 13a   | 26 de juliol | Brest - Cherbourg    | 405 | Gustave Garrigou (FRA)   | Gustave Garrigou (FRA) |
| 14a   | 28 de juliol | Cherbourg - Le Havre | 361 | Paul Duboc (FRA)         | Gustave Garrigou (FRA) |
| 15a   | 30 de juliol | Le Havre - París     | 317 | Marcel Godivier (FRA)    | Gustave Garrigou (FRA) |

### Classificació General
Dels 84 ciclistes que van iniciar la cursa sols 28 l'acabaren. El vencedor, Gustave Garrigou, va rebre 5.000 francs per la seva victòria.
| Classificació General | Classificació General    | Classificació General | Classificació General | Classificació General |
| Pos.                  | Ciclista                 | Patrocinador          | Punts                 |                       |
| --------------------- | ------------------------ | --------------------- | --------------------- | --------------------- |
| 1                     | Gustave Garrigou (FRA)   | Alcyon                | 43                    |                       |
| 2                     | Paul Duboc (FRA)         | La Française          | 61                    |                       |
| 3                     | Émile Georget (FRA)      | La Française          | 84                    |                       |
| 4                     | Charles Crupelandt (FRA) | La Française          | 109                   |                       |
| 5                     | Louis Heusghem (BEL)     | Alcyon                | 135                   |                       |
| 6                     | Marcel Godivier (FRA)    | La Française          | 141                   |                       |
| 7                     | Charles Cruchon (FRA)    | La Française          | 145                   |                       |
| 8                     | Ernest Paul (FRA)        | Alcyon                | 153                   |                       |
| 9                     | Albert Dupont (BEL)      | Le Globe              | 158                   |                       |
| 10                    | Henri Devroye (BEL)      | Le Globe              | 171                   |                       |

### Altres classificacions
El tretzè classificat, Paul Deman, guanyà la categoria dels "isolé" El diari organitzador de la cursa, L'Auto anomenà a Paul Duboc el meilleur grimpeur, el millor escalador. Aquest títol no oficial és el predecessor de la classificació de la muntanya.